# Pseudodistoma aureum
Pseudodistoma aureum is een zakpijpensoort uit de familie van de Pseudodistomidae. De wetenschappelijke naam van de soort is voor het eerst geldig gepubliceerd in 1957 door Brewin.